# UTC+9
UTC+9 е часово отместване използвано:

## Като стандартно време през цялата година
- Източен Тимор
- Индонезия (източните части)
  - Молукски острови
  - Индонезийска Нова Гвинея
- Япония
- Южна Корея
- Палау

## Като стандартно време през зимния сезон
- Русия
  - Амурска област
  - Читинска област
  - Якутия – западната част, вкл. Якутск

## Като лятно часово време
- Русия
  - Бурятия
  - Иркутска област
- Австралия
  - Западна Австралия